# Chelidae
Podocnemididae este o familie de broaște țestoase care cuprinde circa 40 de specii din 11 genuri.